# 超能殺機：兩個靈魂
《超凡双生》是一款在2013年10月上市的互動式電影遊戲，由曾經開發《暴雨殺機》（Heavy Rain）的法國遊戲製作商Quantic Dream製作并由索尼电脑娱乐发行在PlayStation 3平台上。本作中由好萊塢影星艾略特·佩吉和威廉·達佛參與表演、动作捕捉、表情捕捉。2016年3月1日在PlayStation 4平台发布。
2019年3月20日（美國時間），Quantic Dream宣布原本旗下由PlayStation獨佔的《暴雨殺機》、《超能殺機：兩個靈魂》與《底特律：變人》三款作品，將在 Epic Games Store 獨家推出PC版。

## 技術
《超能殺機：兩個靈魂》採用了先進的動作捕捉技術，大部分角色的動作皆由真實演員演出，演員不但身上有感測器捕捉動作，臉上也佈滿了九十個感測器來捕捉最細微表情變化，來生成極度自然的表情與動作。

## 遊戲方式
《超能殺機：兩個靈魂》在PlayStation 3、PlayStation 4上运行，使用遊戲手柄來操作，玩家必須在女主角祖迪·霍姆斯和靈體艾登之間切換操作，在操縱祖迪時是以第三人稱視角操縱，玩家可以操縱主角移動、戰鬥、與周遭互動並於和其他角色對話、在近距離戰鬥時遊戲會在攻擊和防禦時進入慢動作的子彈時間，玩家必須判斷出主角攻擊或防禦的方向來進行相應的操作，在操縱艾登時，畫面會進入第一人稱視角，艾登由於是靈魂它可以穿越物體和牆壁，玩家可以操縱艾登來影響周造的物體和人，玩家必須操縱它來幫主角清除障礙物、破壞或彈開物品、開門、吸引注意力、控制敵人以及攻擊。
本作是一款互動式電影遊戲，不過和製作商Quantic Dream的前作《暴雨殺機》相較，玩家完全操縱角色的比例大幅提升，玩家在只有開頭的教學章節會被限制進行有限的動作，大部分章節可以完全的操作主角和艾登來進行遊戲。從旁觀角度有些畫面看似過場動畫其實角色依然由玩家操縱，以提供玩家流暢的故事體驗。 遊戲中有許多對話選項，一部分選項或行動會導致不同的後果，此遊戲在戰鬥中失敗不會導致死亡，不過會將玩家導向一些不同的後果，不同的玩家可能會有不同的遊戲經驗，此款遊戲有多種結局並包含一些變化，會根據玩家在最後幾個章結的選擇和行動而發生一些變化。
在後來發行的PS4版本中，新增了重構故事排序的遊戲模式，和原模式不時在時間軸上往前或往後跳躍事件以營造更多謎團的方式不同，在重構故事排序此模式中所發生的各事件是依照時間軸推進，這使得輕度玩家更容易更快速了解在主角周遭所發生的各種事件的前因後果。

## 故事大綱
《超能殺機：兩個靈魂》故事包含了一些心理、靈魂的要素，故事最主要的核心圍繞在探討死後的世界。故事帶領玩家經歷女主角祖迪·霍姆斯十五年的人生（從八歲到二十三歲），故事在這十五年間以跳躍方式敘述，祖迪從出生時就和一個神祕的靈體艾登聯繫在一起，故事會帶領玩家經歷主角的童年、青少年，和成人不同的人生階段，在這之中看到主角與艾登之間關係的變化，以及如何接受自己和別人不同之處，並和主角踏上了一場即將解開許多謎團的人生路程。

## 角色
- 祖迪·霍姆斯（Jodie Holmes）

動作捕捉演員与配音：艾略特·佩吉
日語配音演員：白石涼子
遊戲女主角，從出生時就和艾登聯繫在一起，故事敘述她從8歲（卡洛琳·沃夫森（Caroline Wolfson）/ 矢島晶子飾演）到23歲的人生。
- 艾登（Aiden）

是超自然的靈體，從祖迪出生時就和她聯繫在一起，祖迪是唯一能和他直接溝通的人。故事最後會發現艾登的來歷。
- 納森·道金斯（Nathan Dawkins）

動作捕捉演員：威廉·達佛
日語配音演員：山路和弘
美國政府的科學家，從祖迪大約八歲時被帶到實驗室居住時，便開始安排實驗分析她的能力，對祖迪如同親身女兒一般。
- 柯爾·費里曼（Cole Freeman）

動作捕捉演員：卡迪·哈迪森
日語配音演員：江原正士
美國政府的科學家，並且也是納森的同事，研究非自然現象，從祖迪大約八歲時，就和納森一起照顧她。
- 雷恩·克雷頓（Ryan Clayton）

動作捕捉演員：艾瑞克·溫特
日語配音演員：三木真一郎
美國CIA幹員，在祖迪加入CIA後成為她的長官和同事。

## 開發
《超能殺機：兩個靈魂》在2012年E3上由Quantic Dream執行長David Cage在索尼發表會上第一次釋出預告影片，本遊戲開發耗時三年，劇本根據艾略特·佩吉的說法長達兩千頁。在開發期間原本的作曲家Normand Corbeil在2013年1月25日過世，遊戲配樂由Lorne Balfe接手並在2013年八月長期與Balfe合作的漢斯·季默加入了製作團隊當中。
在2013年4月27日《超能殺機：兩個靈魂》在翠貝卡影展上發表了35分鐘的遊戲畫面，艾略特·佩吉和威廉·達佛皆有出席，此遊戲是史上第二款在影展中出現的遊戲。

## 發行
《超能殺機：兩個靈魂》于2013年10月8日在北美、台灣和香港上市，2013年10月9日在澳洲發行，2013年10月11日在歐洲，以及2013年10月17日在日本上市。2015年6月，Quantic Dream宣布将复刻移植《超凡双生》到PlayStation 4平台并将于年内发售，同时《暴雨》也将为PlayStation 4进行复刻。《超凡双生》的PS4版本于2015年11月24日在全球发售；而与《暴雨》的同捆合集在2016年3月1日发售。

## 評價
《超能殺機：兩個靈魂》得到的評價呈两极分化，它在GameRankings得分为 75.07%，在Metacritic平均得到 74/100。 部分媒体給予了極高的評價，對於游戏独特的故事劇情和遊戲方式表示讚賞，例如GameSpot認為此款遊戲的角色發展扎實、故事情节足可考验人性、操作系統能融入情境、角色可以任意發展，因而給予高分 9/10。Digital Spy则給予了滿分 10/10。Eurogamer Portugal認為當在玩這款遊戲時，感到與主角強烈的連結，這款遊戲極盡所能的讓玩家和角色產生情感上的聯繫，雖然在剧情選项上受到一些限制，但這是Quantic Dream有史以來最平衡且完整的一部遊戲。而有些媒体則給予較低的評分，例如IGN認為故事選項對劇情的永久改變過少，不像《暴雨殺機》會導致完全不同的後果，並認為操作限制太多，操作艾登時有潛力可以進行更加有趣的解謎，並對戰鬥系統的辨識上表達不滿。